# Сон Ён Су
Сон Ён Су (кор. 송윤수; род. 10 декабря 1995) — южнокорейская лучница, специализирующаяся в стрельбе из составного лука. Двукратная чемпионка мира, чемпионка Азиатских игр.

## Карьера
Сон Ён Су родилась 10 декабря 1995 года. Она начала стрелять из лука в 2011 году, её дебют на соревнованиях состоялся в 2015 году.
Она участвовала в летней Универсиаде 2015, где завоевала золотую медаль в личном зачете среди женщин и стала чемпионкой в соревновании смешанных пар вместе с Ким Чен Хо, а также бронзовую медаль в командном зачете среди женщин вместе с Ким Ён Хи и Сул Да  Ён. Она также выиграла две золотые медали на летней Универсиаде 2017 года в индивидуальных соревнованиях и в командном зачете среди женщин вместе с Ким Ён Хи и Со Чхэ Вон.
Она участвовала в чемпионате мира по стрельбе из лука 2017 года, завоевав золотые медали в индивидуальных женских соревнованиях и в смешанных парах с Ким Чен Хо. Также она стала бронзовым призёром в командных соревнованиях женщин вместе с Чхве Бо Мин и Со Чхэ Вон.
В 2018 году она выиграла золотую медаль на Азиатских играх в команде вместе с Чхве Бо Мин и Со Чхэ Вон.